# 岡田浩樹
岡田 浩樹（おかだ ひろき、1962年 - ）は、日本の文化人類学者。学位は、博士（文学）（総合研究大学院大学）。神戸大学教授。東アジア、特に韓国・朝鮮半島の研究調査から、近代化、グローバル化における社会・文化の再編成の問題、特に移民、移住者、社会の多文化化の問題、地方地域社会の変容の問題にとりくみ、日本、ベトナム、ブラジルへフィールドを広げている。さらには宇宙開発（先端科学技術）と社会・文化の問題（宇宙人類学）についても業績を残している。岐阜県高山市生まれ。

## 経歴
1962年岐阜県高山市生まれ、1980年に岐阜県立斐太高等学校卒業、1986年に金沢大学文学部（文化人類学）を卒業し、1991年に広島大学大学院博士前期課程社会科学研究科を修了した。
同年、国立民族学博物館に併設されている国立総合研究大学院大学文化科学研究科（博士後期課程のみの大学院大学）に進学、博士課程在学期間に文部省アジア諸国等派遣留学生により韓国ソウル大学に3年半の留学、忠北北道の山村で2年半の現地調査を行った。
1996年に総合研究大学院大学にて博士（文学）の学位を取得し、同年に文部省中核的研究機関（C.O.E.）研究員（国立民族学博物館講師兼任）としてポストドクターに1年間就いた。
1997年に甲子園大学人間文化学部講師として着任、2001年に甲子園大学人間文化学部助教授となる。2002年に神戸大学国際文化学部に助教授として異動、2007年　神戸大学大学院国際文化学研究科教授（文化相関論専攻　異文化コミュニケーション講座　文化人類学コース）となる。2018年より、神戸大学国際文化学研究推進センター長。この間に、京都大学人文科学研究所客員教授、国立民族学博物館客員准教授などを兼任する。

## 著書
『両班ー変容する韓国社会の文化人類学的研究』, 風響社, 2001年
「沈黙する多数派－韓国仏教の『過去』に関する試論」（共著：三尾祐子、本田洋編『東アジアにおける文化の多中心性』）,風響社, 2001年
「韓国仏教の屈折と蛇行　－妻帯僧問題に見るポストコロニアル状況－」(共著：山路勝彦，田中雅一編『植民地主義と人類学』）, 関西学院大学出版会，2002年
「『不在』から増殖へ　－モノを通して見た韓国仏教の現在」（共著；朝倉敏夫編『ものを通して見た朝鮮民俗文化』），新幹社、2003年
『伝統文化』のリアリティとメディア」（共著；飯田卓・原知章編著『電子メディアを飼いならす』），せりか書房.2005年
「民俗から『文化』への転移」（共著；岩本道弥編），『ふるさと資源化と民俗学』），吉川弘文館，2007年
「『イエ』の外に曝される寡婦－儒教的寡婦像とグローバル化のはざまで」（共著；椎野若菜編，『寡婦の人類学』），明石書店.2007年
「家・生殖・モダニティ－現代韓国の『家（カジョク）』に関する人類学的理解の試み」,( 風間計博・中野麻衣子・山口裕子・吉田匡興共編著;『共在の論理と倫理－家族・民・まなざしの人類学』)，はる書房，2012年。
「『オモニ』というゾウを避け、サイの角にとまること　－韓国のシングルの不確かさ」(共著，椎野若菜編;『「シングル」で生きる　－人類学者のフィールドから』)，御茶の水書房,2010年
「複製化し、増殖するブッタ－韓国仏教の物質化、ポップカルチャー化と忍び込むフェティシズム」(共著；田中雅一編;『越境するモノ（フェティシズム研究2）』)，京都大学出版会, 2014年。
「韓国農村における国際結婚―シングルを忌避する民族文化と多文化化のパラドクス」（椎野若菜編;『シングルのつなぐ縁』）,人文書院 2014年
『宇宙人類学の挑戦-人類の未来を問う』（木村大治・大村敬一との共編著）,昭和堂,2014年
「多文化共生」（共著；山下晋司編『公共人類学』）,東京大学出版会,2014年
「朝鮮半島から見るアジア共同体」（共著,坂井一成編『地域と理論から見るアジア共同体』,芦書房, 2015年。
「誰が『母語』を必要とするのか－日本社会のマイノリティにとっての「日本語」の政治的意味－」(共著；本田弘之・松田真希子編『複言語・複文化時代の日本語教育』）,凡人社, 2016年